# 美國退出巴黎協定

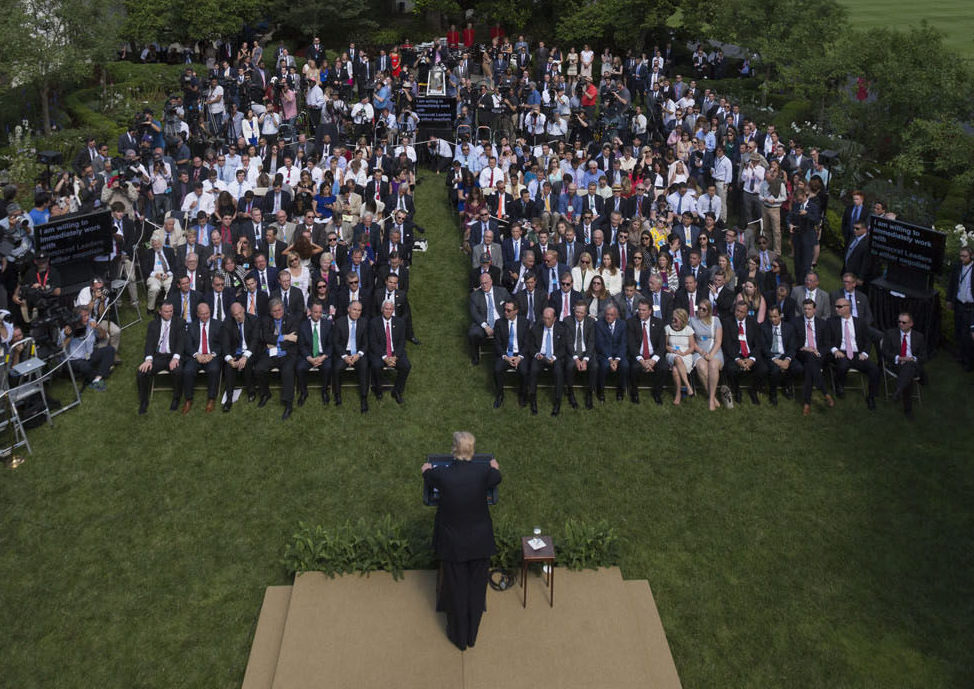
2017年特朗普在白宫玫瑰园举行的新闻发布会上宣布退出《巴黎协定》

2016年4月，美国签署关于气候变化缓解的《巴黎协定》，并于2016年9月通过行政命令接受该协定。贝拉克·奥巴马总统承诺美国将向绿色气候基金捐款30亿美元。2017年6月1日，美国总统唐纳德·特朗普宣布美国将停止参与2015年《巴黎协定》，认为该协定将“破坏”美国经济，并使美国“处于永久的劣势”。
根据《巴黎协定》第28条，一国不得在协定生效日期后的前三年内发出退出通知，美国于2016年11月4日开始退出协定。白宫后来澄清说，美国将遵守为期四年的退出程序。2019年11月4日，美国政府正式发出退出意向通知，该通知需要12个月才能生效。退出于2020年11月4日生效，即2020年美国总统选举后的次日。但是，根据《联合国气候变化框架公约》的规定，美国仍必须报告其温室气体盘查清单。
美国退出的决定得到了许多共和党人的支持，但遭到民主党人的强烈反对。然而，该决定在美国国内外遭到环保主义者、宗教组织、商界领袖和科学家的强烈批评。根据2019年公布的民意调查，大多数人反对退出。特朗普宣布退出后，美国多州州长成立了美国气候联盟，尽管联邦政府退出，但仍在州一级继续推进《巴黎协定》的目标。截至2019年7月1日，已有24个州、美属萨摩亚和波多黎各加入该联盟，其他州长、市长和企业也表达了类似的承诺。退出巴黎协定亦对其他国家造成影响，原因是减少了对绿色气候基金的财政援助。美国终止30亿美元资助最终影响了气候变化研究，降低了社会实现《巴黎协定》目标的机会，同时也导致美国无法为未来的IPCC报告做出贡献。美国退出协定亦影响碳排放空间和碳价，同时意味着中国和欧盟将有机会接管全球气候机制。
2020年总统选举后，当选总统乔·拜登誓言在就职首日重新加入《巴黎协定》。2021年1月20日，拜登就职后不久签署行政命令重新加入该协定。美国于2021年2月19日正式重新加入《巴黎协定》，此时距离退出生效已过去107天。2025年1月20日，特朗普第二次就职总统后不久签署行政命令，意味着美国第二次退出该协定。

## 背景

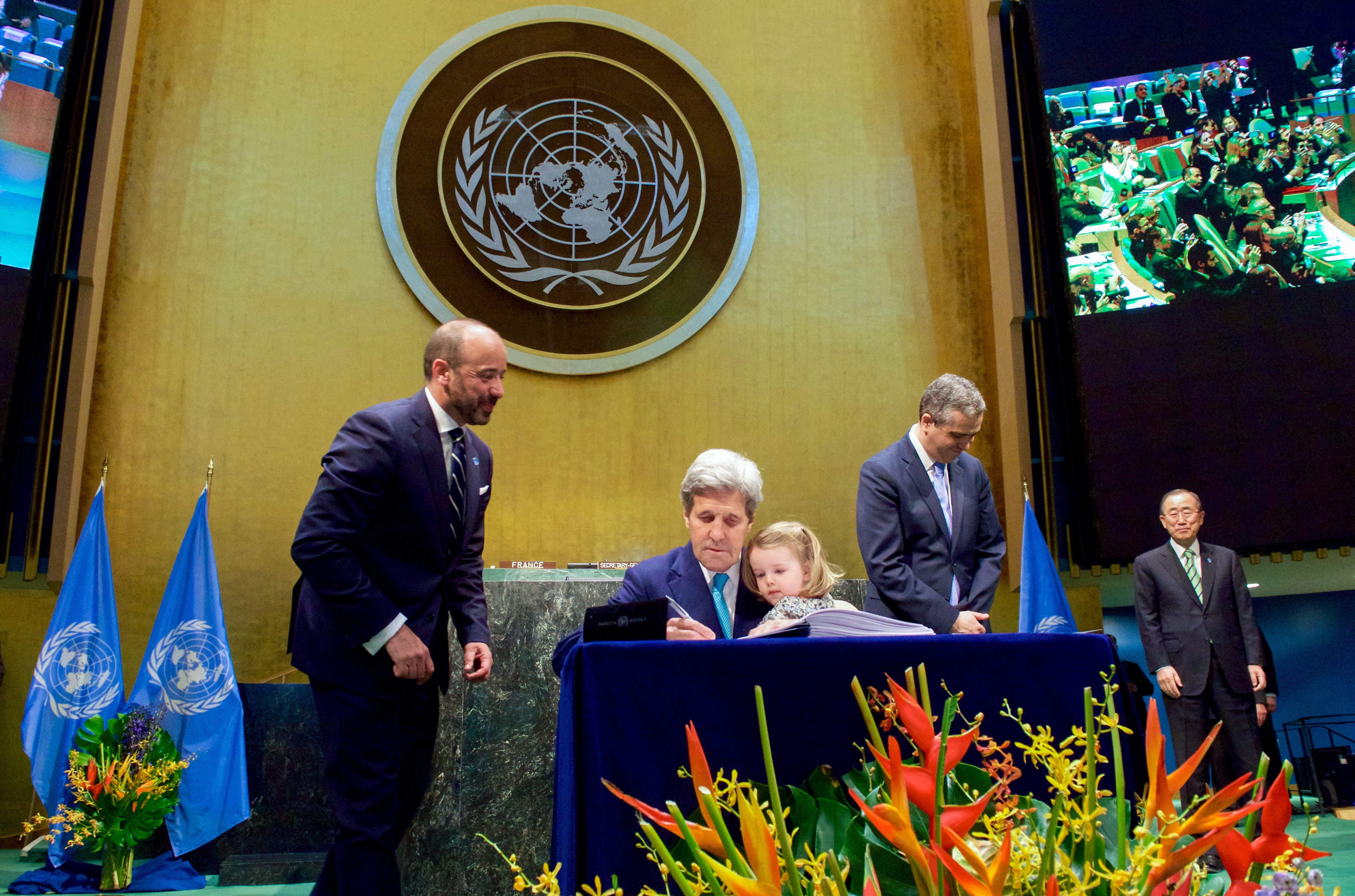
时任美国国务卿约翰·克里于2016年世界地球日签署《巴黎协定》

2023年各国二氧化碳排放量排名：
《巴黎协定》是《联合国气候变化框架公约》的补充，最初由2015年联合国气候变化大会上所有195个国家达成，其中包括当时奥巴马总统领导的美国。由于美国和中国是二氧化碳排放最大的国家，奥巴马的支持以及他与中国的合作被视为该公约早期成功的主要因素。
该协定的主要目标是通过减少温室气体排放，将全球平均气温升幅控制在远低于工业化前水平2 °C的水平。该协定与1997年《京都议定书》（《联合国气候变化框架公约》最后一项被广泛采用的修正案）不同，因为该协定没有制定任何附件来减轻发展中国家的责任。相反，每个国家的排放目标都是单独谈判的，并将自愿执行，这导致美国官员将《巴黎协定》视为一项行政协议，而不是具有法律约束力的条约。这消除了美国国会批准该协定的要求。
2016年4月，美国签署《巴黎协定》，并于2016年9月通过行政命令接受该协定。奥巴马总统承诺美国将向绿色气候基金捐款30亿美元。

## 首次退出
2016年11月8日，即《巴黎协定》在美国生效四天后，共和党的唐纳德·特朗普当选美国总统。许多保守派共和党人对人类参与气候变化的程度提出质疑。特朗普拒绝接受气候变化的科学共识，并于2012年发推文称，他认为全球变暖的概念是中国为了削弱美国竞争力而创造的。2016年竞选期间，特朗普承诺振兴煤炭行业，他声称该行业受到环境法规的阻碍。一些人认为，这促使他获得关键摇摆州的支持。在他担任总统的头几个月里，他未有改变对减缓气候变化的反对态度。随后，他发布了一项行政命令，推翻了奥巴马的清洁能源计划和其他环境法规。

2017年5月25日，22名共和党参议员致信特朗普总统，敦促美国退出《巴黎协定》：
该州有一位参议员敦促退出
该州有两位参议员敦促退出

2017年4月，来自右翼德国选择党、英国独立党等欧洲议会议员共20人致信特朗普，敦促他退出《巴黎协定》。2017年5月25日，包括参议院多数党领袖米奇·麦康奈尔在内的22名共和党参议员致信特朗普，敦促他退出《巴黎协定》。这封信由参议院环境与公共工程委员会主席约翰·巴拉索参议员和长期否认气候变化的参议员吉姆·英霍夫起草，大部分联名者来自依赖化石燃料（煤炭、石油和天然气）燃烧的州；22名参议员在过去三个选举周期中共收到来自化石燃料公司的1000多万美元竞选捐款。同一周早些时候，由40名民主党参议员组成的团体向特朗普致信，敦促他让美国继续留在《巴黎协定》，并写道“退出将损害美国在世界舞台上的信誉和影响力”。
据报道，特朗普的内阁和顾问对美国是否退出协定的看法不一。能源部长里克·佩里、国务卿雷克斯·蒂勒森、经济顾问加里·科恩以及顾问兼女婿贾里德·库什纳据称希望美国继续遵守该协定，而白宫顾问史蒂夫·班农、白宫法律顾问唐·麦克加恩和环境保护署署长斯科特·普鲁伊特则希望美国放弃该协定。
在2017年5月底举行的G7峰会上，特朗普是唯一未重申对《巴黎协定》承诺的G7成员国。与会的另一位领导人德国总理安格拉·默克尔公开对特朗普拒绝在气候变化缓解方面进行合作表示不满，这被认为损害了德美关系。峰会结束时发表的公报指出，美国“没有资格加入G7其他成员国在气候变化和《巴黎协定》政策方面的共识”。

### 宣布退出
2017年6月1日，特朗普在白宫玫瑰园发表电视讲话称，“为了履行保护美国及其公民的庄严职责，美国将退出巴黎气候协定”，并补充说“最重要的是，巴黎协定对美国最高层来说非常不公平”。他声称，如果实施该协定，美国将损失GDP3万亿美元以及650万个工作岗位。他还说，这将“破坏我们的经济，束缚我们的工人”，并“有效地摧毁我们的煤炭行业”。特朗普表示，他愿意重新谈判该协定或谈判新的协定，但欧洲和联合国领导人表示，该协定“不能应任何一方的要求而重新谈判”。特朗普还对绿色气候基金表示批评，称其为将财富从富国重新分配给穷国的阴谋。
白宫表示，特朗普将停止执行前总统奥巴马设定的碳减排目标，退出将按照协定中规定的数年退出程序进行。2017年9月16日，一位欧洲官员表示，特朗普政府似乎已经淡化了退出协定的立场。白宫向媒体表示，对该协定的立场没有改变。
《华盛顿邮报》和《纽约时报》对特朗普讲话的审查指出了诸多谬误，包括但不限于：声称美国根据《巴黎协定》被禁止建造燃煤电厂；0.2摄氏度的差异在气候学上无关紧要；美国对绿色气候基金的捐款来自美国国防预算；预测美国将成为地球上“最清洁”的国家；以及特朗普反复宣称他个人支持环保事业。

### 退出进程
根据《巴黎协定》第28条，美国最早可在协定生效三年后，即2019年11月4日提交退出意向通知，该通知将在协定生效一年后生效。在退出生效之前，美国有义务履行其在协定下的承诺，包括继续向联合国报告其排放量。据《赫芬顿邮报》获得的一份据信由美国国务院法律办公室撰写的备忘录称，任何“违反上述退出条款退出《巴黎协定》的行为都不符合国际法，也不会被国际社会接受。”
2017年8月4日，特朗普政府在向保存国联合国递交的正式通知中正式阐述退出意向。美国国务院在另一份声明中表示，将继续参与国际气候变化谈判，包括旨在实施气候协定的会谈。
美国于2019年11月4日尽早提出退出意向。经过一年的时间，在2020年11月4日，即2020年美国总统选举的第二天，美国正式退出该协定。但在拜登总统上任后，美国重新加入该协定。

### 影响
奥巴马政府曾负责为绿色气候基金提供30亿美元的资金，这些资金将不再用于气候变化研究。因此，美国资金的减少将降低实现《巴黎协定》目标的可能性。此外，2015年，超过50%的气候变化论文引用来自美国，因此资金削减将影响美国对任何进一步IPCC报告的贡献。特朗普终止对绿色气候基金的资助也会对需要该基金援助其气候变化项目的欠发达国家产生影响。美国退出的决定使发达国家向发展中国家承诺的气候援助出现巨大缺口。
然而，特朗普总统退出的决定并不一定意味着影响美国的排放，因为两者之间没有直接联系，而是意味着一旦正式退出，美国就不再受《巴黎协定》的约束。另一方面，由于美国不受约束，这影响了碳排放空间的变化。例如，“在NDC目标下，美国退出导致其在20、13和00情景下的排放空间分别增加了14%、28%和54%。”这意味着美国将获得更多的碳排放空间，而其他国家则必须减少排放才能实现仅2°C的目标。特朗普的退出提高了其他国家的碳价，同时降低了自己的碳价。
退出生效时，美国是《联合国气候变化框架公约》成员国中唯一未签署《巴黎协定》的国家。在最初宣布退出时，叙利亚和尼加拉瓜也未加入该协定；然而，叙利亚和尼加拉瓜后来都批准了该协定，这使得美国成为《联合国气候变化框架公约》成员国中唯一不打算加入《巴黎协定》的国家。
澳大利亚国立大学芬纳环境与社会学院教授卢克·肯普在《自然》杂志的一篇评论文章中写道，“退出不太可能改变美国的排放量”，因为“美国的温室气体排放与国际法律义务脱节”。然而，他补充说，如果美国停止向绿色气候基金捐款，这可能会阻碍气候变化缓解努力。肯普表示，美国退出对巴黎协定的影响可能是好是坏，因为“一个不守规矩的美国在协定内部造成的损害可能比在协定外部造成的损害更大”。他最后说，“退出还可能使美国成为气候弃儿，并为中国和欧盟提供一个独特的机会来控制气候制度，并大大提升它们的国际声誉和软实力。”另一方面，有人认为中国没有能力控制气候制度，而应该“帮助重建全球共同领导地位，用由中国、欧盟、印度、巴西和南非组成的气候五国伙伴关系取代中美G2伙伴关系。”

### 潜在的经济影响
鉴于美国决定退出《巴黎协定》，德国汽车业对其能否保持竞争力表示担忧。德国汽车业游说团体VDA主席马蒂亚斯·威斯曼表示：“美国令人遗憾的声明使得欧洲必须推行具有成本效益且经济可行的气候政策，以保持国际竞争力。”
许多大型汽车和航空公司已经投资数十亿美元减少排放，因此不太可能改变方向。美国最大的汽车制造商通用汽车立即指出：“我们对气候变化的立场没有改变……我们公开倡导气候行动”，并重申支持各种气候承诺。分析师丽贝卡·林德兰还指出，汽车制造商在《协定》下未有受到任何具体限制，而且未有任何改变。即使特朗普放宽对汽车行业的其他限制，允许生产环境标准较差的汽车，但这些汽车在出口到其他大陆甚至某些州之前仍需要符合标准。哥伦比亚大学能源政策专家杰森·博多夫同意退出《协定》不会对经济产生影响，他认为这将由石油和天然气价格等市场条件决定。与此同时，航空公司一直在花费数十亿美元寻求更省油的飞行方式。燃油是航空公司仅次于劳动力的第二大支出，因此使用更少的燃油（意味着更少的排放）符合他们的经济利益。Dahlberg高级顾问卡比尔·南达和合伙人瓦拉德·潘德认为，尽管美国退出，但美国私营部门仍然致力于可再生能源和技术。他们还指出，越来越多的国家太阳能的价格比煤炭较为低廉。

### 反应

#### 请愿活动
美国各州皆发起请愿活动，以劝说州长加入《巴黎协定》或让特朗普撤销退出计划，其中包括“我的巴黎州”（ParisMyState）和“MoveOn”请愿书，两份请愿书已收到超过535,000个签名。

#### 科学家与环保学者反应
利兹大学普里斯特利国际气候中心主任皮尔斯·福斯特称退出的决定是“循证政策的悲哀一天”，并表示希望美国个人、企业和各州仍然会选择脱碳。爱丁堡大学气候科学家戴夫·雷伊表示“美国会为此后悔的”。大气科学研究大学联盟在其总裁安东尼奥·布萨拉奇二世的一份声明中表示，退出的决定“并不意味着气候变化会消失”，并警告说“温室气体排放增加的可能性加大对我们的社区、企业和军队构成了重大威胁”。信息技术与创新基金会称退出的决定“非常令人沮丧”，并表示这将削弱人们对国际气候变化努力的信心；该技术智库呼吁联邦政府在“智能电网、能源储存、碳捕获和封存以及先进的核能和太阳能”方面做出努力，并警告说“如果没有明智、积极的清洁能源创新战略，世界将无法避免气候变化的最坏影响。”
加拿大学者和环保活动家大卫·铃木表示，“特朗普错过了地球上有史以来最好的协定”。新德里政策研究中心的纳夫罗兹·杜巴什对特朗普的举动表示不解，他指出可再生能源成本下降，而获得化石燃料项目投资的难度越来越大。环境科学家和风险评估师达娜·努奇泰利表示，“现在看来，历史书将不可避免地把特朗普视为美国有史以来最糟糕的总统”。格兰瑟姆研究所的鲍勃·沃德也将特朗普的讲话描述为“混乱的废话”。斯蒂芬·霍金批评特朗普，称他“将对我们美丽的星球造成可避免的环境破坏，危及自然世界，危害我们和我们的孩子”。
塞拉俱乐部和自然资源保护委员会等多家环保组织谴责特朗普的决定。美国环保主义者、作家、气候变化行动组织350.org创始人比尔·麦克吉本称此举是“一个愚蠢而鲁莽的决定——这是我们国家自发动伊拉克战争以来最愚蠢的举动。”麦克吉本写道，特朗普撤军的决定相当于“彻底否定了地球上的两大文明力量：外交和科学。”他呼吁美国各州和城市“加倍”致力于可再生能源。

#### 美国政界反应

##### 共和党
共和党人对特朗普退出的决定褒贬不一。副总统迈克·彭斯表示，特朗普政府“展示了真正的领导力”，让美国退出国际协定，他称这是“世界上最强大经济体向全球其他国家转移财富”。他还表示，他不明白为什么美国的民主党和自由派以及世界各地的左派关心气候变化。参议院多数党领袖米奇·麦康奈尔、众议院议长保罗·瑞安、总统顾问凯莉安·康威和环境保护署署长斯科特·普鲁特称赞该决定是美国中产阶级、工人、企业和煤矿工人的胜利。德克萨斯州总检察长肯·帕克斯顿将特朗普的决定描述为“勇敢的”，并表示这减轻了美国纳税人的负担。然而，缅因州共和党参议员苏珊·柯林斯对这一决定表示批评，形容感到失望。加州前州长阿诺·施瓦辛格发表视频讲话，称特朗普的决定是倒退的一步。

##### 民主党
前总统比尔·克林顿写道“退出巴黎条约是一个错误。气候变化是真实存在的。我们欠我们的孩子更多。保护我们的未来也能创造更多的就业机会。”前总统贝拉克·奥巴马在谈到特朗普的决定时说“即使本届政府加入了少数几个拒绝未来的国家，我相信我们的州、城市和企业将站出来，做出更多带头作用，帮助为子孙后代保护我们唯一的地球。”前副总统，之后担任总统的乔·拜登表示，他认为此举危及美国安全。民主党参议员乔·曼钦支持特朗普退出，称他支持“更清洁的能源未来”，但巴黎协定未能实现“我们的环境与经济之间的平衡”。
特朗普总统在退出演讲中表示“我当选是为了代表匹兹堡市民，而不是巴黎”。时任匹兹堡市长比尔·佩杜托随即在推特上提醒说，2016年总统选举期间，匹兹堡80%的选民支持希拉里·克林顿，并写道“作为匹兹堡市长，我可以向你们保证，我们将遵循《巴黎协定》的指导方针，为了我们的人民、我们的经济和未来。”参议院民主党领袖查克·舒默谴责退出。

##### 美国各州
为应对美国退出《巴黎协定》后的一周，加利福尼亚州、纽约州和华盛顿州州长成立美国气候联盟，承诺在其境内遵守《巴黎协定》。截至2017年6月1日晚，科罗拉多州、康涅狄格州、夏威夷州、俄勒冈州、马萨诸塞州、罗德岛州、佛蒙特州和弗吉尼亚州宣布有意与美国气候联盟成员国一道实现《巴黎协定》目标。其他州州长也表示有意遵守该协定。截至2020年11月，该联盟的成员包括24个州以及波多黎各和美属萨摩亚。

#### 国际反应
- 非洲联盟：非盟与欧盟发表的联合声明重申55个非洲国家对《巴黎协定》的承诺[95]。
- 阿根廷：总统毛里西奥·马克里对退出决定“深感失望”，并批准阿根廷对该条约的支持[96]。
- ：总理马尔科姆·特恩布尔表示，这一决定“令人失望”，“我们希望美国继续留在该协定中”。反对党澳大利亚工党也表达了类似的观点[97]。
- 巴哈马：外交部对美国宣布退出《巴黎协定》表示担忧[98]。
- 比利时：首相查尔斯·米歇尔称该决定是“残酷的行为”[99]。
- ：外交部表示对特朗普的决定感到失望[100]。
- 巴西：联邦外交部和环境部发表联合声明，表示“深切关注和失望”[101]。
- 玻利维亚：总统埃沃·莫拉莱斯称美国是世界“主要污染国”之一，并在联合国海洋会议（英语：United Nations Ocean Conference）上表示，特朗普的决定无异于“否定科学、背弃多边主义、试图剥夺后代的未来”，使美国成为地球母亲和生命本身的主要威胁[102][103][104][105]。
- 保加利亚：外交部长内诺·迪莫夫表示，保加利亚将履行《巴黎协定》的承诺[106]。
- 柬埔寨：一名柬埔寨官员表示，特朗普退出《巴黎协定》的决定是“不道德的”和“不负责任的”[107]。
- 加拿大：总理贾斯汀·特鲁多表示他“深感失望”，并表示“加拿大坚定不移地致力于应对气候变化和支持清洁经济增长”。加拿大将“继续在州一级与美国合作”，并将与美国联邦政府联系，“讨论这一对全人类至关重要的问题”[108]。
- 智利：外交部长在一份联合声明中指出，对美国的行为深感失望[109]。
- 中华人民共和国：国务院总理李克强重申了中国对该协定的承诺[110]。
- 哥伦比亚：总统胡安·曼努埃尔·桑托斯对美国退出COP21表示遗憾，称“世界和人类的生存受到威胁”[111]。环境与可持续发展部长路易斯·吉尔伯托·穆里略表示，哥伦比亚对特朗普决定让美国退出《巴黎协定》感到“悲痛”，并称“特朗普的决定增加了哥伦比亚对气候变化的脆弱性，并将使其更难实现避免全球气温升高的国际目标”[112]。
- 庫克群島：总理亨利·普纳表示，美国在应对气候变化的行动中将自己孤立在太平洋地区[113]。
- ：哥斯达黎加政府表示，由于特朗普缺乏对美国作为全球主要排放源之一所应承担的责任的认识，退出协定可能导致气候问题受挫[114]。
- ：环境保护和能源部表示，实现《巴黎协定》目标将成为更大的挑战[115]。
- 捷克：总理表示“特朗普总统的错误决定将削弱《巴黎协定》，但不会摧毁它。美国在对整个地球如此重要的问题上自我孤立，这令人感到遗憾[116]。”
- 丹麦：首相拉爾斯·勒克·拉斯穆森将其描述为“世界上最悲伤的一天”[99]。
- 多米尼克：外交和加共体事务部长敦促美国重新考虑退出《巴黎气候协定》的决定，称这对小国来说是一个重大担忧[117]。
- 爱沙尼亚：总理尤里·拉塔斯重申该国对该协定的承诺[95]。
- 衣索比亞：外交官格布鲁·詹贝尔·恩达卢表示，美国放弃该协定是一种“背叛”[118]。
- 欧洲联盟：欧盟委员会表示对这一决定“深表遗憾”[119]。
- 斐济：总统弗兰克·姆拜尼马拉马将“美国领导地位的丧失”描述为“不幸”[120]。
- 芬兰：总理尤哈·西皮莱敦促特朗普展现全球领导力，并表示“我们需要美国加入我们的团队”[121]。环境部长基莫·蒂利凯宁表示，美国从来没有“这么小”，世界不需要唐纳德·特朗普所代表的那种领导力[122]。
- 法國：在与特朗普的电话交谈中，总统埃马纽埃尔·马克龙称该协定不可谈判[123][124]。在电视讲话中，马克龙再次邀请美国气候变化和可再生能源科学家将他们的工作迁往法国，并在最后说道“让我们的星球再次伟大”（Make our planet great again）[125]。美国退出协定之前，前总统尼古拉·萨科齐呼吁，如果特朗普履行退出承诺，将对所有美国出口到欧洲的产品征收关税[126]。国民阵线领导人玛丽娜·勒庞赞赏特朗普信守竞选承诺，但对他的决定“极其令人遗憾”[127]。
- 德国：总理安格拉·默克尔对特朗普的决定表示批评[124][128][129]。
- ：前总统约翰·德拉马尼·马哈马严厉批评唐纳德·特朗普的决定[130]。
- 匈牙利：匈牙利总理欧尔班·维克托表示，听到特朗普的决定后他“感到震惊”，并反对匈牙利右翼的观点[131]。
- 冰島：冰岛政府表示“谴责”美国退出协定[132]。
- 愛爾蘭：爱尔兰通信、气候行动和环境部长丹尼斯·诺顿称该决定“不负责任”，并表示爱尔兰将继续努力实现减排目标，并树立榜样。前总统玛丽·罗宾逊称此举“确实令人震惊”[133]。
- 印度：总理纳伦德拉·莫迪重申印度对气候协定的支持，并承诺“超越”其目标[134][135]。
- 伊朗：第一副总统埃沙格·贾汉吉里批评华盛顿退出巴黎协定，强调美国是温室气体排放的罪魁祸首。他补充说：“特朗普忘记了过去几十年产生的温室气体不仅危及美国人的生命，也危及全人类的生命[136]。”
- 以色列：能源部长尤瓦尔·施泰尼茨批评特朗普拒绝“世界团结的罕见事件”[137]。
- 義大利：总理保罗·真蒂洛尼对美国的行为表示“遗憾”和悲痛[124][138]。
- 牙买加：牙买加政府和反对党对该决定表示失望[139]。
- 日本：日本外务省在一份声明中表示，特朗普的选择“令人遗憾”，“日本认为发达国家的领导力（在气候问题上）非常重要，而稳步执行《巴黎协定》在这方面至关重要”[140]。环境大臣山本公一表示，他“作为大臣和个人都感到非常失望”，退出《巴黎协定》是“背弃人类智慧”的行为[141]。副首相麻生太郎表示：“美国创建了国际联盟，但我们国家没有加入。美国就是这样的国家[142]。”
- ：外交部长承诺继续推进《巴黎协定》和2030年议程。2017年阿斯塔纳世博会的主题是“未来能源”[143]。
- 基里巴斯：前总统、巴黎协定谈判期间杰出的太平洋发言人之一阿诺特·汤表示，特朗普退出巴黎气候协定的决定是一种自私的举动，忽视了低洼岛国的困境[144]。
- 拉脫維亞：环境保护和区域发展部发表声明，确认拉脱维亚对《巴黎协定》的承诺，并描述了特朗普的决定可能对发展中国家清洁能源投资产生的负面影响[145]。
- 列支敦斯登：外交部长对特朗普的决定表示遗憾，并决定批准《巴黎协定》[146]。
- 盧森堡：卢森堡政府表示，希望增加对气候变化机构的贡献[147]。
- 马来西亚：尽管美国已宣布退出《巴黎协定》，但该国自然资源与环境部仍坚信该协定不会失败[148]。
- 馬爾地夫：环境部长托里克·易卜拉欣代表小岛屿国家联盟发言，为该协定辩护，称其“旨在实现最大程度的灵活性和普遍参与”，并补充说特朗普提出的重新谈判“不切实际”，可能代表着“我们永远无法恢复的挫折”[149]。
- 马绍尔群岛：总统希尔达·海妮称此举“令我们这些生活在气候变化前线的人们高度担忧”[132]。
- 密克羅尼西亞聯邦：总统彼得·克里斯蒂安强调，各国必须共同努力，实现《巴黎协定》确定的目标[102]。
- 墨西哥：墨西哥总统恩里克·培尼亚·涅托重申墨西哥无条件支持《巴黎协定》[72]。
- 摩納哥：阿尔伯特亲王称特朗普总统退出巴黎协定是一个“历史性错误”[150]。
- 摩洛哥：COP22主席、前摩洛哥外交部长萨拉赫丁·梅祖阿尔表达了“深切的失望”，但指出应对气候变化的共同努力将继续下去[151]。
- 纳米比亚：环境和旅游部长波汉巴·希费塔表示，纳米比亚对美国退出《巴黎气候变化协定》感到悲痛，并称此举对抗击全球变暖的努力造成了重大打击[152]。
- 尼泊尔：尼泊尔青年和山区社区居民呼吁美国总统特朗普撤回决定[153]。
- 新西兰：总理比尔·英格利希发表声明，确认他将在美国国务卿雷克斯·蒂勒森即将访新西兰期间表达自己的“失望”[72]。
- 荷蘭：外交大臣伯特·科恩德斯（英语：Bert Koenders）发表声明称，“这是一个重大错误，对包括美国公民在内的全世界公民都造成了损害[154]。”
- 奈及利亞：尼日利亚政府对美国的决定表示失望[155]。
- ：朝鲜外务省谴责特朗普退出巴黎协定，称该决定是“极度自负的表现”，是美国领导层“道德真空”的体现[156]。
- 挪威：挪威政府谴责特朗普的决定[132]。
- ：气候变化与发展局局长鲁埃尔·亚穆纳表示，“气候变化是真实存在的，已经影响到巴布亚新几内亚社区的生计”且“《巴黎协定》比唐纳德·特朗普更有力”[157]。
- 菲律賓：菲律宾气候机构在一份声明中表示，菲律宾对美国退出该协定“深感不安”，并敦促特朗普重新考虑其决定[158]。
- 波蘭：波兰能源部副部长格热戈日·托比绍夫斯基在签署亚沃日诺新燃煤发电站协定时对特朗普的决定表示赞赏[110]。
- 葡萄牙：总统马塞洛·雷贝洛·德索萨表示“气候变化是一个问题，出于政治原因否认这一问题的存在并不能使它消失”；他还重申，欧洲应该继续成为应对气候变化的倡导者，这是“一项正义而真实”的事业[159]。在访问一所小学时，总理安东尼奥·科斯塔评论说：“特朗普总统没有上过这所学校，不知道这些孩子已经知道的事情，这真是太遗憾了……我们只有一个地球，我们的首要责任是为子孙后代保护它”[160]。
- 羅馬尼亞：外交部长同日批准了《巴黎协定》[161]。
- 俄羅斯：在特朗普宣布退出之前，克里姆林宫发言人德米特里·佩斯科夫重申俄罗斯对巴黎协定的支持[162]。退出后，当媒体问及他对这一决定的看法时，普京表示“别担心，要高兴”[163]。他指出，由于这项不具约束力的协定要到2021年才会生效，他认为有足够的时间来制定解决全球变暖问题的可行方案[164]。
- 新加坡：新加坡政府重申对巴黎气候协定的承诺[165]。
- 斯洛維尼亞：斯洛文尼亚政府对美国退出巴黎气候协定表示遗憾[166]。
- 南非：南非政府表示“对美国退出《巴黎协定》的决定深表遗憾”[167]。
- ：韩国外交部称特朗普的决定“令人遗憾”.[168]。
- 南蘇丹：南苏丹气候变化负责人卢塔纳表示，“特朗普应该知道，他的退出不会阻止人们继续致力于此[169]。”
- 西班牙：在特朗普宣布退出巴黎协定后，首相马里亚诺·拉霍伊向欧盟保证西班牙将致力于应对气候变化[170]。
- 瑞典：外交部长玛戈特·瓦尔斯特伦将此描述为“一项将人类为确保子孙后代在这个星球上的未来的最后机会留给他人的决定”[101]。
- 瑞士：瑞士总统多丽丝·洛伊特哈德表示，这一决定“令人遗憾”[171]。
- 中華民國：尽管特朗普做出退出决定，但总统府表示，仍努力继续履行《巴黎协定》[172]。
- 坦桑尼亚：副总统表示坦桑尼亚将继续支持该协定[173]。
- 土耳其：土耳其首席气候谈判代表穆罕默德·埃明·比尔皮纳尔表示希望其他国家不要效仿特朗普，并表示尽管该协定“不公平”，但土耳其仍将致力于该协定[174]。
- ：总理埃内莱·索波阿加称美国“抛弃”了他们[175]。
- 乌干达：尼古拉斯·塞尼翁乔表示“美国是全球污染最大的贡献者。退出巴黎协定意味着他们不关心其污染对乌干达等第三世界国家的影响[176]。”
- 阿联酋：阿联酋环境组织主席玛拉希表示，特朗普的决定“令人遗憾”[177]。
- 联合国：联合国秘书长安东尼奥·古特雷斯的发言人称特朗普的决定“令人极大失望”[178]。
- 英国：英国首相特雷莎·梅在与特朗普的电话交谈中表达了她的失望，并重申了英国对该协定的承诺[110]。她在电视直播中表示，“我已经和唐纳德·特朗普交谈过，我告诉他，英国相信巴黎协定”[179]。
- 乌拉圭：住房、土地规划和环境部长在一份联合声明中指出，对特朗普退出协定深感失望[109]。
- 梵蒂冈：宗座科學院院长马塞洛·桑切斯·索隆多（英语：Marcelo Sánchez Sorondo）主教称，特朗普退出协定是对世界的“巨大侮辱”[180]。
- 尚比亞：赞比亚水利开发、卫生和环境保护部长劳埃德·卡齐亚将撤军描述为发展中国家的“一场严重的悲剧”[181]。
- 辛巴威：扎卡塔称，津巴布韦仍然致力于遵守该条约，但美国退出将使该国的处境更加困难[182]。

#### 商界反应
美国清洁煤电力联盟和美国最大的上市煤炭生产商皮博迪能源对这一决定表示赞赏，并声称此举将降低能源价格并提高供应的可靠性。
在特朗普预计退出《巴黎协定》的当天，25家公司在《纽约时报》和《华尔街日报》上刊登了一封整版致特朗普总统的公开信，鼓励美国政府继续留在《巴黎协定》中。这25家公司分别是：
- Adobe
- 苹果公司
- 马萨诸塞州蓝十字蓝盾（英语：Blue Cross Blue Shield of Massachusetts）
- 丹佛斯（英语：Danfoss）
- Dignity Health（英语：Dignity Health）
- Facebook
- 蓋璞
- Google
- 哈特福德公司（英语：The Hartford）
- 慧與科技
- 英格索兰
- 英特尔
- 江森自控
- Levi's
- 玛氏食品
- 微软
- 摩根斯坦利
- 英國國家電網公司
- 太平洋瓦電公司
- 帝斯曼
- 赛富时
- 施耐德电气
- 蒂芙尼公司
- 联合利华
- 威富公司

特朗普宣布这一决定后，埃克森美孚、雪佛龙、壳牌和通用汽车重申支持《巴黎协定》和应对气候变化措施。
迈克尔·布隆伯格承诺向联合国气候变化框架公约执行秘书处捐赠1500万美元，他解释道：“美国人民将自下而上地遵守和履行《巴黎协定》——华盛顿无法阻止我们”。特朗普宣布这一消息后不久，30位市长、3位州长、80多位大学校长和100多家企业的领导人加入布隆伯格的行列，开始与联合国谈判，提交一份符合《巴黎协定》指导方针限制美国气候变化排放的计划。
高盛首席执行官劳埃德·布兰克费恩将特朗普的决定描述为“对环境和美国在世界上的领导地位的一次挫折”。通用电气首席执行官杰夫·伊梅尔特表示“气候变化是真实存在的”。
包括谷歌首席执行官孙达尔·皮柴、微软总裁兼首席法律官布拉德·史密斯、苹果首席执行官蒂姆·库克、Facebook首席执行官马克·扎克伯格和通用电气首席执行官杰夫·伊梅尔特在内的多位科技公司高管都对这一决定表示谴责。

##### 总统顾问委员会成员辞职
两位商界领袖辞去特朗普顾问委员会的职务，以抗议特朗普的退出决定。特斯拉公司和SpaceX首席执行官埃隆·马斯克辞去他曾任职的两个总统顾问委员会的职务。马斯克表示“气候变化是真实存在的。退出巴黎协定对美国和世界都不利”。华特迪士尼公司首席执行官鲍勃·艾格亦因此辞职，他表示“出于原则考虑，我已因退出巴黎协定而辞去总统顾问委员会的职务”。

#### 公众反应
美国大部分民众普遍支持《巴黎协定》。芝加哥全球事务委员会2016年6月进行的一项全国性民意调查发现，71%的美国成年人支持美国参与《巴黎协定》。耶鲁大学气候变化传播项目2016年11月进行的一项民意调查发现，69%的美国登记选民支持美国参与《巴黎协定》，仅有13%的人反对。特朗普退出该协定的决定被视为一种吸引基本盘的尝试，即使冒着疏远民主党和独立选民的风险。这一策略不同于大多数美国总统采取的试图吸引中间派的典型做法。《纽约时报》的一篇分析文章称，特朗普此举是“一项大胆而冒险的策略”，“这是民调历史上第一位在任职之初就得不到多数民众支持的情况下施政的总统”。文章还称：“实际上，特朗普先生是在加倍努力以少数党总统的身份执政，他打赌，到时候他的狂热支持者，尤其是集中在中西部主要州的支持者，会发挥更大的作用。”
《华盛顿邮报》/ABC新闻于2017年6月2日至4日对美国成年人进行了民意调查，结果显示59%的人反对特朗普退出《巴黎协定》的决定，仅有28%的人支持。当被问及退出对美国经济的影响时，42%的人认为会损害经济；32%的人认为会促进经济；20%的人认为没有影响。民意调查显示，两党之间存在明显分歧。67%的共和党人支持特朗普的决定，但仅有22%的中間選民和8%的民主党人支持这一决定。

#### 媒体反应

##### 美国媒体
《今日美国》在一篇社论中表示，“他周四做出的决定并没有什么伟大之处，只是给子孙后代留下了一个更加可怕的地球气候灾难的前景”。《纽约时报》称其“可耻”，并表示特朗普“对环境破坏的严厉警告背后的科学一无所知，也不关心”。
2017年6月2日，《纽约每日新闻》重新启用1975年著名的“福特向城市：去死吧”封面，并配上特朗普的照片和“特朗普向世界：去死吧”的字样。
《坦帕湾时报》对这一举措表示批评，写道此举将特别危及佛罗里达等沿海州，上述州份已经受到海平面上升的影响，海平面上升会破坏财产和基础设施，影响饮用水供应。《底特律自由新闻》称，“唐纳德·特朗普总统背叛了我们的孩子、我们的孙子和我们星球的未来”。
彭博社称，“在特朗普的领导下，美国已成为一个不负责任的榜样”。《圣地亚哥联合论坛报》称“特朗普总统正在迎来中国世纪”，并称这是特朗普一生中最糟糕的决定。
福克斯新闻评论员埃里克·埃里克森在文章中表示，退出《巴黎协定》是正确的举措，因为“气候变化不是一个值得关注的问题”。同样为福克斯新闻撰稿的道格拉斯·E·舒恩则相反，他认为退出《巴黎协定》“只会加速美国退出全球政治和经济领导地位”。

##### 境外媒体
美国境外媒体对特朗普声明的报道绝大多数为负面。英国《卫报》的一篇头条新闻称，这一决定不太可能阻碍可再生能源的发展，并暗示“特朗普选择更有可能牺牲他声称要保护的美国经济”。英国《独立报》指出，特朗普退出欧盟的讲话中存在“神话与现实之间的张力”。德国小报《柏林信使报》以此事件刊登题为《地球对特朗普说：去你妈的！》（Erde an Trump: Fuck You!）的头条新闻。
中国国家通讯社新华社称，美国退出巴黎协定是“全球挫折”。《多伦多星报》称，在唐纳德·特朗普给美国和世界造成的一系列破坏性事件中，退出减缓气候变化影响这一最重要的全球努力必定是最糟糕的。

### 抗议

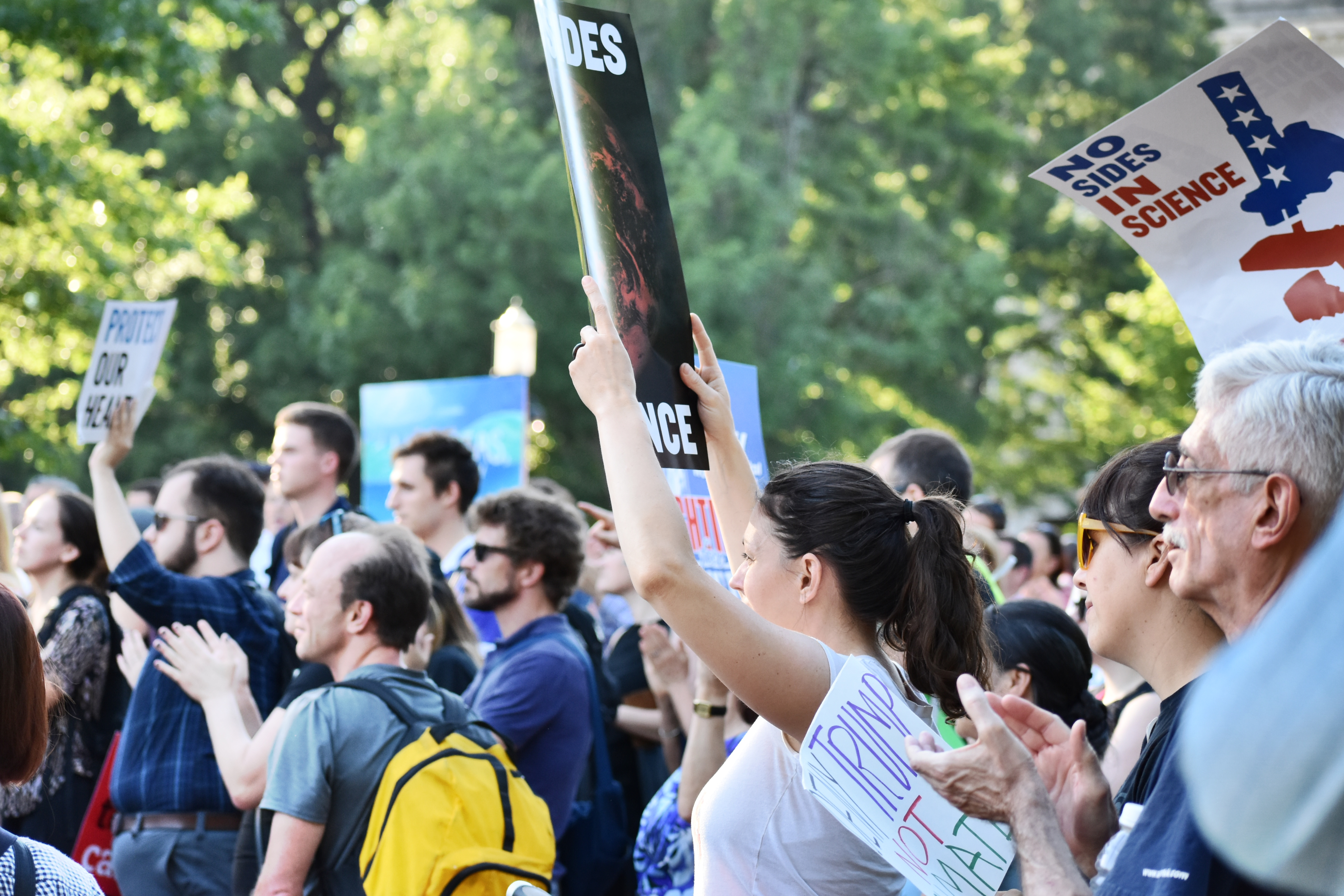
声明发布当天，在华盛顿特区的抗议者

特朗普发布声明当天，抗议者在白宫门口聚集抗议。以使科学概念更易于公众理解而闻名的科学传播者和电视名人比尔·奈是参加抗议的人士之一。华盛顿特区的约翰·威尔逊大楼被亮成绿色以抗议这一决定，纽约市的世界贸易中心一号大楼和科修斯科桥，纽约市、波士顿、蒙特利尔和巴黎的市政厅，以及墨西哥城的革命纪念塔和独立纪念柱亦有抗议活动。纽约市、迈阿密、圣地亚哥和锡拉丘兹亦有抗议活动。

## 重新加入
乔·拜登在2020年11月的选举中击败特朗普成为当选总统。作为过渡计划的一部分，拜登宣布，他上任首日的首要行动之一是通过行政命令让美国重返《巴黎协定》。他还表示计划进一步履行美国在《巴黎协定》下减缓气候变化的承诺。
根据该协定的条款，美国在提交重新加入意向后仅需等待一个月即可正式重新加入，但会失去其在短暂退出该协定期间享有的一些特权；例如无法参加任何重要会议。
拜登总统于2021年1月20日（就任首日）签署行政命令重新加入《巴黎协定》；美国于2021年2月19日正式重新加入该协定。

## 再次退出
2025年1月20日，特朗普第二次就职总统后不久，随即签署《在国际环境协议中把美国放在第一位》（Putting America First In International Environmental Agreements）的行政命令，意味着美国第二次退出该协定。

### 反应
美国的二次退出决定随即引来一些环保组织和气候研究人员的强烈反对。忧思科学家联盟称该决定是一场“闹剧”，将化石燃料行业的利润置于公众健康和福利之上。塞拉俱乐部强调，美国有道义上的责任领导全球减排努力，特别是考虑到其为历史上最大的排放国。许多专家和分析人士也对该命令促使其他国家重新考虑其国际气候承诺表示担忧。
前白宫国家气候顾问吉娜·麦卡锡表示，特朗普政府退出《巴黎协定》是放弃“保护美国人民和国家安全的责任”。《巴黎协定》主要制定者劳伦斯·图比亚纳将退出描述为“不幸”，但对国际社会采取气候行动的能力表示期望。